# Juan Martínez de Recalde
Juan Martínez de Recalde (Bilbao, 1540 – La Coruña, 23 ottobre 1588) è stato un ammiraglio spagnolo.
Nominato dal re Filippo II Almirante general e Capitán General dell'Escuadra de Biscaglia, fu vicecomandante della Armada Española con cui partecipò alla tragica avventura conosciuta come Invincibile Armata (Grande y Felicísima Armada).

## Biografia
Nato a Bilbao nel 1540, figlio di Juan Martinez e Sancha de Larinaga, entrò giovanissimo in marina, affiancando suo padre nei commerci. Tra il 1550 e il 1560 a Vizcaya supervisionò, come "Provveditore reale delle navi", la costruzioni dei vascelli destinati ad entrare nella flotta militare spagnola. Entrato nella marina spagnola, per i meriti acquisiti fu posto al comando della flotta di Laredo, composta da quarantacinque navi da guerra e mercantili che trasportò il nuovo governatore dei Paesi Bassi, Juan de la Cerda Duca di Medinaceli, che sostituiva il Duca d'Alba, a destinazione insieme a numerose truppe destinate a rinforzare la guarnigione locale. Nei Paesi Bassi combatté nelle file dell'esercito spagnolo raggiungendo il grado di Capitán de infantería e caballería. Nel 1574 partecipò allo sfortunato tentativo di riconquista della cittadina di Middelburg, e nel 1576 al cosiddetto "Sacco di Anversa". Ritornato in marina divenne in poco tempo uno dei più fidati consiglieri dell'ammiraglio Álvaro de Bazán Marchese di Santa Cruz, Capitán General de las Galeras de España. Assegnato inizialmente alla Squadra di Vizcaya, che aveva il compito di scortare i convogli mercantili che arrivavano e partivano dalle isole Azzorre, scortò tre flotte di galeoni, ed ottenne grande fama per aver salvato carico d'oro di un galeone naufragato sull'isola di Madeira, trasbordando il suo carico anche con l'impiego di sommozzatori. Nel 1580 Filippo II lo inviò, con una squadra di otto navi e quattro pataches, in missione di ricognizione a Smerwick, sulle coste di sud ovest dell'Irlanda.
Sotto il comando di de Bazán avrebbe dovuto partecipare alla battaglia dell'isola di Terceira, (Arcipelago delle Azzorre), avvenuta il 26 luglio 1582, ma a causa dei venti contrari le venti navi al suo comando non riuscirono a riunirsi alla flotta, rimanendo bloccate a Lisbona. L'anno successivo prese parte alle operazioni di conquista dell'isola di Terceira e poi del resto dell'arcipelago delle Azzorre. L'8 gennaio 1585 sposò la signorina Isabel de Idiáquez e in quello stesso anno fu inviato nuovamente in una missione segreta nel Canale della Manica, con il compito di effettuare una ricognizione per individuare il porto inglese più adatto ad essere conquistato al fine di sbarcare le truppe d'invasione.

### La spedizione dell'Invincibile armada
Dato il continuo disturbo che le navi corsare inglesi arrecavano al commercio ed alle città costiere spagnole, a partire dal 1583 il Marchese di Santa Cruz, sottopose al re Filippo II l'idea di allestire una potente armata navale per invadere l'Inghilterra, che fu approvata. Insieme a Miguel de Oquendo y Segura egli divenne vicecomandante della spedizione, e preparata al meglio la Squadra di Biscaglia nel corso del 1587, verso la fine dell'anno si trasferì a Lisbona per completare l'imbarco dei soldati quando la flotta fu colpita da un'epidemia di tifo esantematico. All'epoca la flotta era in pieno allestimento, e a causa dell'epidemia il Marchese di Santa Cruz morì improvvisamente il 9 febbraio 1588. In sostituzione di de Bazán, Filippo II nominò il Duca di Medina Sidonia Capitán general del mar Océano (comandante dell'Armada) e Capitán General de la costa de Andalucia. A causa delle nomina del Duca di Medina Sidonia fu promosso al rango di ammiraglio, e assunse il comando della Flotta d'invasione che costituiva il fulcro dell'Invincibile Armada.
Lui e l'ammiraglio de Oquendo y Segura ebbero il compito di coadiuvare il Duca di Medina Sidonia nell'impresa, in quanto quest'ultimo non era assolutamente pratico dell'arte della navigazione maritima. Anche se fu nominato vicecomandante, in caso il Duca di Medina Sidonia fosse morto o divenuto inabile, il comando della flotta sarebbe stato assunto da don Alonso Martínez de Leyva, in quanto di nobili origini. Il 30 maggio 1588 egli alzava la sua insegna sul galeone da 30 cannoni Santa Ana, quando la flotta, composta da 138 navi a bordo sulle quali si trovavano 30.000 uomini, di cui solo 8.000 dei quali erano marinai provetti, salpò da Lisbona. La Squadra di Biscaglia andò incontro a numerose sventure, prese parte ai combattimenti contro la flotta inglese del mese di luglio, e poco prima dell'inizio delle operazioni trasferì la sua insegna sul galeone da 50 cannoni San Juan de Portugal. La squadra di Biscaglia costituì la retroguardia della flotta, e durante lo scontro di Gravelinga combatte contro alcune delle più potenti navi inglesi, rimanendo poi ad incrociare al largo delle coste inglesi fino a quando la flotta spagnola non si disperse.
Si diresse allora verso la costa dell'Irlanda, e rientrò quindi a La Coruña dove arrivò molto malato, spegnendosi il 23 ottobre del 1588 a causa delle febbri contratte in mare.